# Quilombolas

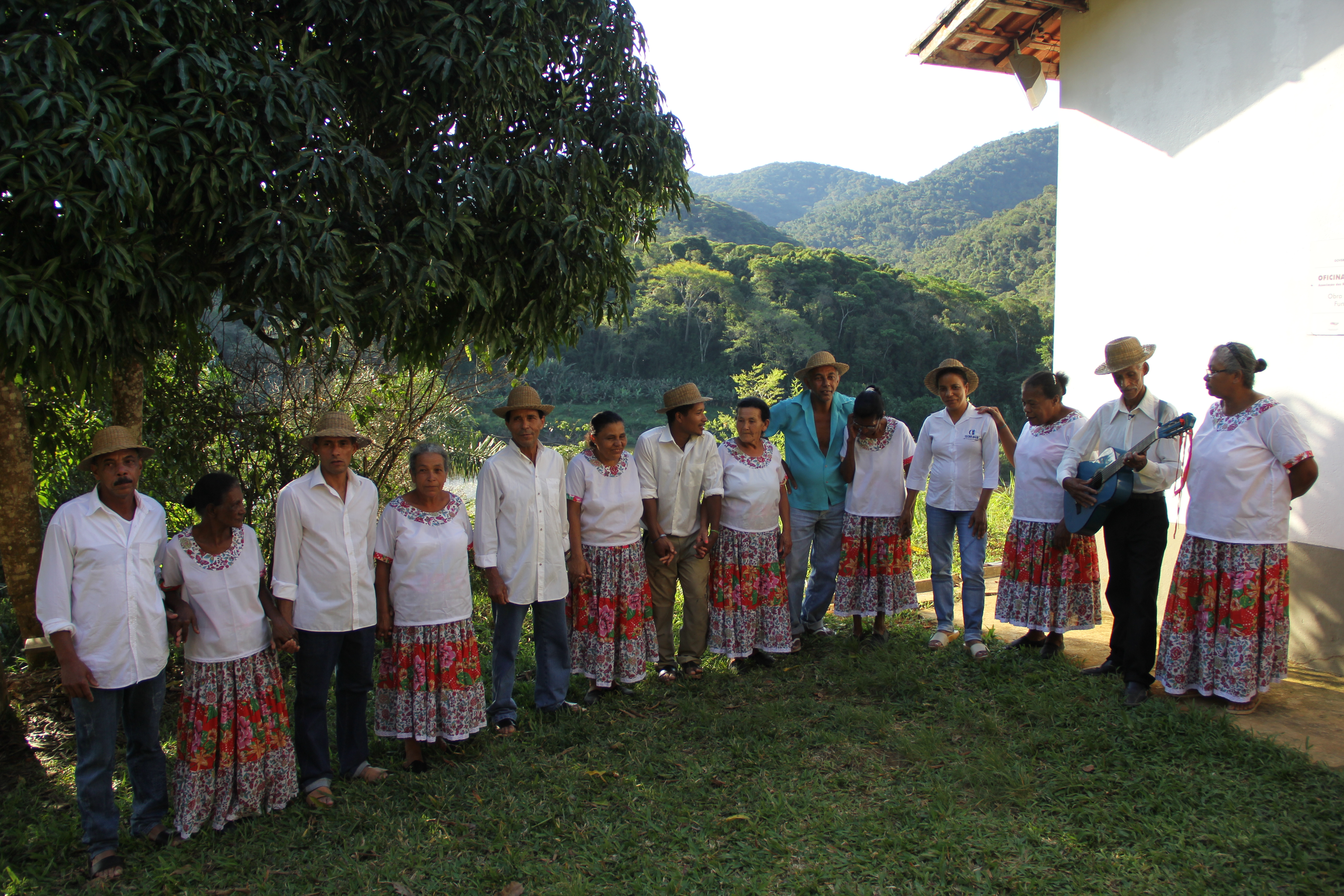
Quilombolas praticando a dança Nhá Maruca, no Quilombo Sapatu, em Eldorado, São Paulo

Quilombolas são habitantes de quilombos, um fenômeno típico das Américas. Inicialmente no período brasileiro da escravidão este termo representava os africanos escravizados e os afrodescendentes que fugiram dos engenhos de açúcar, fazendas e pequenas propriedades para formar os vilarejos chamados quilombos, contemporaneamente este refere-se aos descendentes dessas pessoas que foram escravizadas, que vivem em comunidades rurais, suburbanas e urbanas caracterizadas pela agricultura de subsistência e por manifestações culturais que têm forte vínculo com o passado africano.
Mais de quinze mil comunidades quilombolas espalhadas pelo território brasileiro mantêm-se atuantes, lutando pelo direito de propriedade de suas terras consagrado pela Constituição Federal desde 1988. Tais comunidades estão dispersadas por boa parte do território brasileiro, sobretudo nas regiões Sul, Sudeste, Nordeste e Centro-Oeste. O quilombo é considerado uma das primeiras formas de luta popular no Brasil, formado por pessoas em conflito com o sistema de governo colonial, que enfrentaram a opressão criando uma nova sociedade e economia.
Comunidades quilombolas, juntamente com outros movimentos sociais camponeses articulados, nas últimas décadas conquistaram o direito à educação básica do campo. Trata-se de uma educação com características diferenciadas do ensino escolar tradicional, particularmente em relação ao regime de alternância.

## Etimologia
O quilombola é a pessoa que reside no quilombo; a etimologia do termo "quilombola" é controversa, fontes apontam que ele pode ser derivado do tupi "cañybó", que significa "aquele que foge muito", ou de um termo bantu significando «acampamento guerreiro na floresta".
De acordo com o linguista e lexicógrafo brasileiro Antenor Nascentes, o termo "quilombo" é um cruzamento com o termo tupi "canhembora" e, de acordo com o escritor e etnólogo brasileiro Óscar Ribas, este termo é o cruzamento com o termo quimbundo "kuambolola", que representa "surrupiar" ou "levar escondido".
No século XVI, eram denominados mocambos. O termo quilombo surge no final do século XVII, e, ao longo do século XVIII, ambos os termos eram adotados em documentos coloniais para caracterizar comunidades de fugitivos. Já no século XIX, há registros de que os quilombos não se localizavam apenas em áreas rurais, mas também em áreas urbanas, subúrbios das cidades escravistas.

## Educação escolar
Segundo o parecer CNE/CEB nº 16 de 2012
A Educação Escolar Quilombola é desenvolvida em unidades educacionais inscritas em suas terras e cultura, requerendo pedagogia própria em respeito à especificidade étnico-cultural de cada comunidade e formação específica de seu quadro docente, observados os princípios constitucionais, a base nacional comum e os princípios que orientam a Educação Básica brasileira. Na estruturação e no funcionamento das escolas quilombolas, deve ser reconhecida e valorizada sua diversidade cultural.— Ministério da Educação (Brasil)

## Comunidades remanescentes quilombolas
- 1.209 comunidades certificadas
- 143 áreas com terras já tituladas
- Estados com maior número de comunidades remanescentes quilombolas: Bahia (229), Maranhão (112), Minas Gerais (89) e Pará (81).[9]

### Comunidades
Lista de comunidades quilombolas que receberam títulos de órgãos fundiários (federais, estaduais, municipais):
- Abacatal-Aurá
- Abui
- Acapú
- Acaraqui
- África
- Água Fria
- Alto Ipixuna
- Alto Itacuruça
- Alto Pucurui
- Aningal
- Apui
- Araçá
- Aracuan de Baixo
- Aracuan de Cima
- Aracuan do Meio
- Arapapu
- Araquenbua
- Bacabal
- Bailique Beira
- Bailique Centro
- Baixinha
- Baixo Itacuruça
- Bananal
- Barra
- Barro Vermelho
- Bela Aurora
- Boa Vista
- Boa Vista do Cuminá
- Bom Remedio
- Caiana dos Crioulos
- Camiranga
- Campelo
- Campinho
- Campopema
- Carará
- Castainho
- Catanhaduba
- Conceição dad Crioulas
- Coração
- Costeiro
- Cuecê
- Cupu
- Curiaú
- Eira dos Coqueiros
- Espírito Santo
- Flexinha
- França
- Furnas da Boa Sorte
- Furnas do Dionísio
- Guarajá Miri
- Igarapé Preto
- Igarapé São João
- Igarapezinho
- Itacoã Miri
- Itamaoari
- Ivaporunduva
- Jarauacá
- Jauari
- Jenipapo
- Jenipaúba
- Jocojó
- Jurussaca
- Kalunga
- Laranjituba
- Mãe Cue
- Mangal
- Maria Ribeira
- Maria Rosa
- Mata
- Mata Cavalo
- Mocambo
- Mocorongo
- Nossa Senhora da Conceição
- Paca
- Pacoval
- Pancda
- Panpelônia
- Paraná do Abui
- Pedro Cubas
- Poção
- Porto Coris
- Porto dos Pilões
- Rio das Ras
- Rio Tauaré-Açu
- Sagrado
- Santa Fé
- Santa Maria de Mirindeua
- Santa Rita de Barreiras
- Santana
- Santo Antonio
- Santo Antonio dos Pretos
- Santo Cristo
- São Bernardo
- São José
- São Jose do Icatu
- São Pedro
- Serrinha
- Silêncio
- Tapagem
- Teófilo
- Terra Preta II
- Vale do Guaporé
- Varre Vento
- Varzinha

Outras comunidades (do Rio Grande do Sul):
- Algodão
- Alpes
- Areal – Guaranha
- Cambará
- Cantão das Lombas
- Caleira (São Gabriel - RS)
- Chácara Barreto
- Cerro do Ouro (São Gabriel - RS)
- Estância da Figueira
- Favila
- Moçambique
- Madeira
- Manoel Barbosa
- Monjolo (Serrinha)
- Morro Alto
- Mutuca
- Paredão
- Passo do Lourenço
- Passos do Brum
- Rincão do Santo Inácio
- Serrinha do Cristal
- Sítio Novo
- Várzea dos Baianos
- Vila do Torrão (Cantagalo)
- Von Bock (São Gabriel - RS)